# 힐스테이트 평촌역 더 퍼스트
힐스테이트 평촌역 더 퍼스트(영어: HILLSTATE Pyeongchon Station The First)는 대한민국 경기도 안양시 동안구 관양동에 위치하고 있다.

## 같이 보기
- 안양시의 마천루 목록